# Boissy-Lamberville
Boissy-Lamberville è un comune francese di 287 abitanti situato nel dipartimento dell'Eure nella regione della Normandia.

## Società

### Evoluzione demografica
Abitanti censiti